# Sturmabteilung
Sturmabteilung (nghĩa là Binh đoàn bão táp hay Lực lượng bão táp trong tiếng Đức), viết tắt là SA, là một tổ chức bán quân sự của Đảng Đức Quốc xã. Nó đóng vai trò quan trọng trong việc tiến lên nắm chính quyền của Adolf Hitler vào những năm 30 của thế kỉ 20.
Lính SA thường được gọi là Lính áo nâu, bởi đây là màu quân phục của họ, và để phân biệt họ với lính SS (Schutzstaffel) mặc quân phục đen và nâu (so sánh Quân Sơ-mi đen của Ý). Trong Chiến tranh thế giới thứ nhất, áo sơ-mi nâu được đặt may cho quân Đức phục vụ ở chiến trường châu Phi nhưng vì lý do quân Đức lúc đầu cuộc chiến muốn tập trung toàn bộ lực lượng vào châu âu nên mới có một lượng lớn tồn lại sau khi chiến tranh kết thúc và do đó nó được chọn làm đồng phục cho SA vì lợi ích về mặt kinh tế.
SA cũng là lực lượng bán quân sự Quốc xã đầu tiên tiến hành phát triển những danh hiệu quân đội giả để phong cho các thành viên của mình. Những quân hạng SA được sử dụng bởi một vài nhóm Quốc xã Đảng khác, chủ yếu là SS. Lính SA giữ vai trò rất quan trọng đối với việc Hitler thăng tiến lên nắm chính quyền cho đến khi bị thay thế bởi SS sau cuộc thanh trừng Đêm của những con dao dài (Nacht der langen Messer).

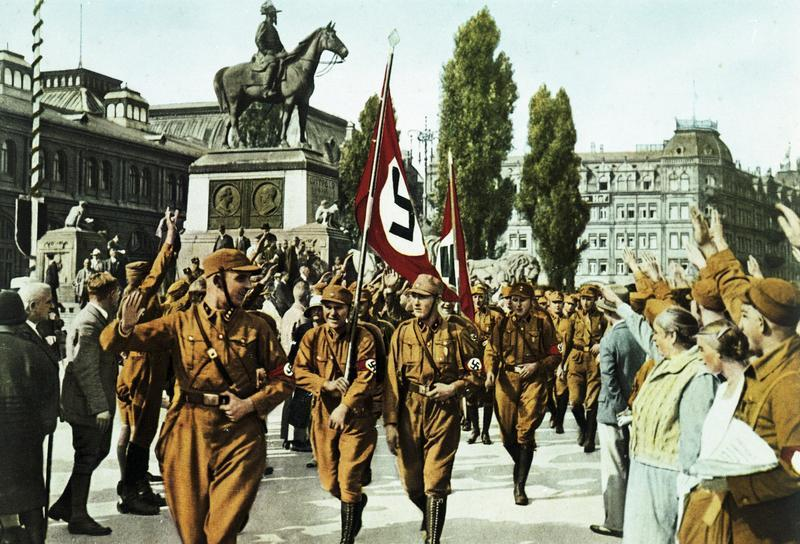
Một đơn vị SA tại Nürnberg, năm 1929